# 福克F.XXII
福克F.XXII（荷蘭語：Fokker F.XXII）是一款由荷蘭福克飛行器公司在第二次世界大戰前所研發的最後一款民航飛機，設有四具引擎，最高可載22人。

## 歷史
瑞典的AB航空運輸對福克F.XXXVI很有興趣，但認為該飛機過大，希望能有一款較細小的型號。於是福克便著手製造一款比F.XXXVI更小的型號，稱為F.XXII。然而只有一家航空公司對新飛機有興趣並不足夠，於是便與荷蘭皇家航空接洽，商討一款新四引擎飛機的可能性。首架飛機於1935年首飛。福克F.XXII的命運並不理想，同年7月荷蘭皇家航空的F.XXII墜毀，翌年6月瑞典AB航空運輸的飛機亦因機員失誤墜毀。餘下兩架飛機繼續在荷航服役至1939年8月賣給苏格兰航空工业，之後曾在英國皇家空軍服役至1947年退役。

## 性能
基本信息
- 机组：2
- 容量：22人

性能